# Ізабелла Скорупко
Ізабе́лла Дорота Скору́пко (пол. Izabela Dorota Skorupko; нар. 4 червня 1970, Білосток, Польща) — польська та шведська акторка, модель і співачка.

## Біографія
Народилась у сім'ї Леха та Магделени Скорупко 4 червня 1970 року в Білостоці, Польща. Коли їй був 1 рік, батьки розлучились, вона залишилась з матір'ю. 1978 року вони переїхали до передмістя Стокгольма, Швеція, де Ізабелла вивчала шведську, англійську та французьку мови.

## Кар'єра
Наприкінці 1980-х Скорупко подорожувала Європою, працюючи моделлю та з'явившись на обкладинці «Vogue». 1987 року вперше зіграла у фільмі, «Ніхто не може любити як ми» (швед. Ingen kan älska som vi). На початку 1990-х почала займатись музикою, у 1991 році видала єдиний альбом «IZA», який у Швеції став золотим.
1995 року втілила дівчину Бонда (Пірс Броснан) Наталю Симонову у фільмі «Золоте око».
2011 року виконала зі шведським співаком Петером Єбаком композицію «Jag Har Dig Nu» та знялась у відеокліпі для неї.

## Особисте життя
25 грудня 1996 року одружилася з польським хокеїстом Маріушем Черкавським. 15 вересня 1997 народила доньку Юлію; 1998 року пара розійшлась. 30 січня 2003 року одружилася з американцем Джеффрі Реймондом, 24 липня того ж року народила сина Якоба.

## Фільмографія
| Рік  | Назва                                             | Роль              | Примітки                              |
| ---- | ------------------------------------------------- | ----------------- | ------------------------------------- |
| 1988 | Ніхто не може любити як ми Ingen kan älska som vi | Аннелі            |                                       |
| 1991 | Bert                                              | Зинді Дабровськи  |                                       |
| 1991 | V som i viking                                    | мати-одиначка     | мінісеріал                            |
| 1995 | Det var en mörk och stormig natt                  | Петронелла        |                                       |
| 1995 | Petri Tårar                                       | Карла             |                                       |
| 1995 | Золоте око                                        | Наталя Симонова   |                                       |
| 1999 | Вогнем і мечем                                    | Олена Курцевич    |                                       |
| 2000 | Dykaren                                           | Ірена Вальде      |                                       |
| 2000 | Вертикальна межа                                  | Монік Обертен     |                                       |
| 2002 | Влада вогню                                       | Алекс Дженсен     |                                       |
| 2004 | Той, що виганяє диявола: Початок                  | Сара              |                                       |
| 2005 | Шпигунка                                          | Сабіна            | серіал, сезон 4, епізод 15: «Пандора» |
| 2006 | Cougar Club                                       | Пейдж             |                                       |
| 2007 | Solstorm                                          | Ребека Мартінссон |                                       |
| 2010 | Änglavakt                                         | Сесилія           |                                       |

## Дискографія

### Альбоми
- IZA (1991) Швеція #11

### Сингли
| Рік  | Назва                     | Позиція в чартах | Позиція в чартах | Позиція в чартах | Позиція в чартах | Позиція в чартах |
| Рік  | Назва                     | Швеція           | Німеччина        | Австрія          | Швейцарія        | Норвегія         |
| ---- | ------------------------- | ---------------- | ---------------- | ---------------- | ---------------- | ---------------- |
| 1991 | «Substitute»              | 3                | -                | -                | -                | -                |
| 1991 | «I Write You a Love Song» | 10               | 93               | -                | -                | -                |
| 1992 | «Brando Moves»            | 37               | -                | -                | -                | -                |
| 1992 | «Shame, Shame, Shame»     | 3                | 37               | 22               | 39               | 2                |